# Chiarano
Chiarano (velenceiül Ciaran) település Olaszországban, Veneto régióban, Treviso megyében. Lakosainak száma 3623 fő (2023. január 1.). Chiarano Gorgo al Monticano, Motta di Livenza, Oderzo, Ponte di Piave, Salgareda és Cessalto községekkel határos.

## Népesség
A település népességének változása:
| Lakosok száma | 3735 | 3723 | 3623 |
|               | 2017 | 2018 | 2023 |